# Губернський комітет
Губернський комітет  (скор. Губком) – вищий орган губернської організації КПРС, та споріднених партій і організацій (ВЛКСМ, КПУ, ЛКСМУ та інші). Використовувався також іншими партіями у СРСР та у державах радянського блоку.

## Історія
У 1925 році поділ на губернії було скасовано, було поступово введено поділ «сільрада-район-округа». Губкоми зникають.

## Різновиди
- Губернський комітет КПРС
- Губернський комітет КПУ
- Губернський комітет ВЛКСМ (див. ВЛКСМ)
- Губернський ЛКСМУ (див. ЛКСМУ)